# Johan Taléus
Johan Taléus (ur. 2 marca 1994) – szwedzki lekkoatleta specjalizujący się w skoku w dal. 
W 2011 został wicemistrzem świata juniorów młodszych. 
Rekord życiowy: stadion – 7,65 (7 września 2013, Sztokholm); hala – 7,52 (20 lutego 2016, Växjö). 

## Osiągnięcia
| Rok  | Impreza                               | Miejsce         | Pozycja           | Wynik |
| ---- | ------------------------------------- | --------------- | ----------------- | ----- |
| 2011 | Mistrzostwa świata juniorów młodszych | Lille Metropole | 2. miejsce        | 7,44w |
| 2012 | Mistrzostwa świata juniorów           | Barcelona       | el. – 21. miejsce | 7,24w |
| 2013 | Mistrzostwa Europy juniorów           | Rieti           | 5. miejsce        | 7,49  |